# Chụp ảnh kỹ thuật số

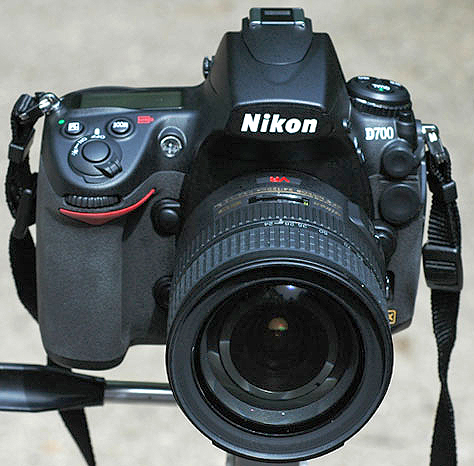
Nikon D700 — Máy DSLR 12.1-megapixel full-frame

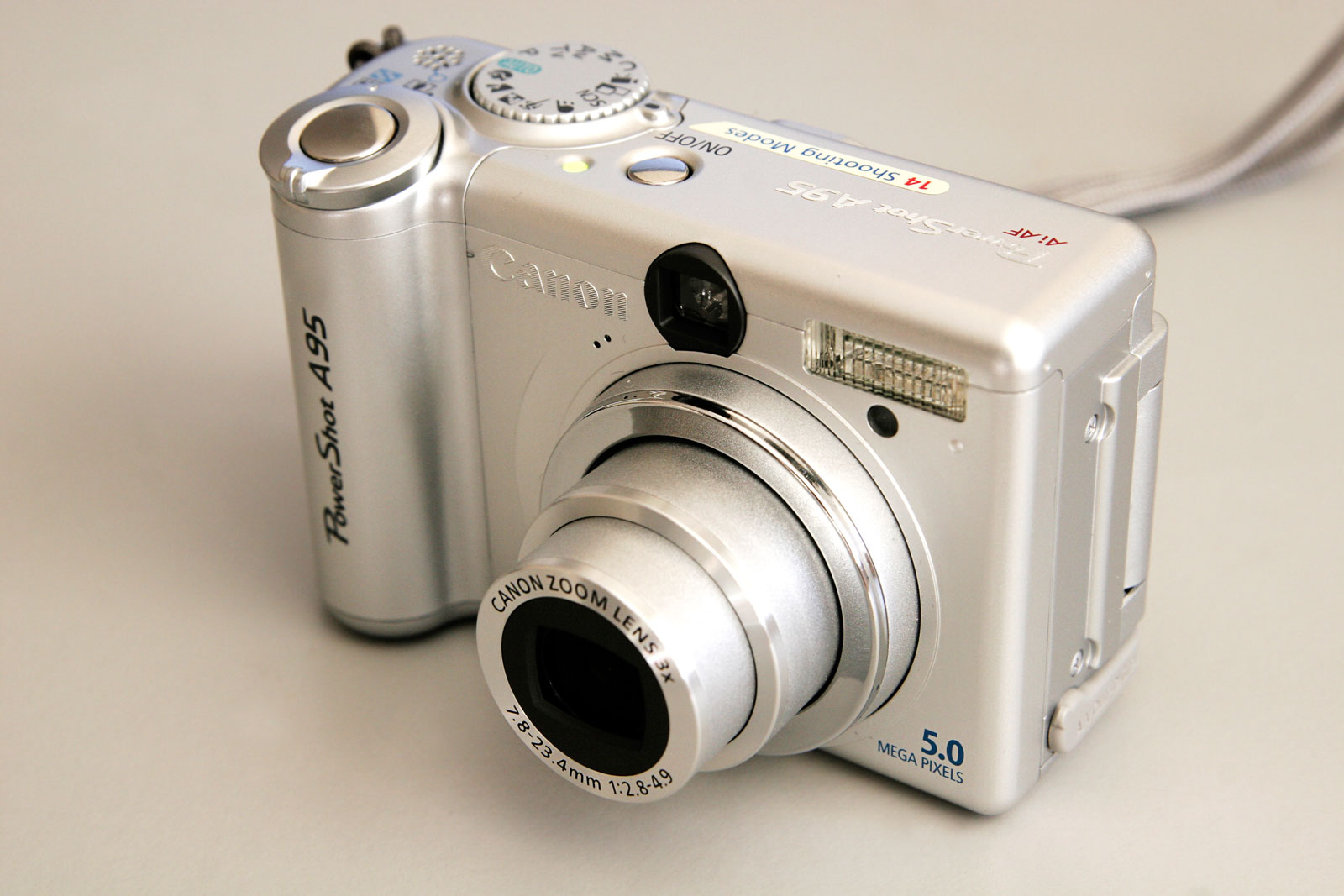
Canon PowerShot A95

Chụp ảnh kỹ thuật số hay nhiếp ảnh kỹ thuật số là kỹ thuật chụp ảnh bằng máy ảnh kỹ thuật số hoặc máy ảnh có nền hỗ trợ kỹ thuật số hóa .
Chụp ảnh kỹ thuật số sử dụng máy ảnh chứa các mảng cảm biến ảnh quang điện tử để chụp ảnh được lấy nét bởi hệ ống kính. Khác với phơi sáng trên phim ảnh, các hình ảnh được chụp được số hóa và lưu trữ dưới dạng tệp máy tính sẵn sàng để xử lý kỹ thuật số, xem, xuất bản kỹ thuật số hoặc in ấn.
Nền tảng kỹ thuật của nhiếp ảnh kỹ thuật số khác nhiếp ảnh cổ điển vốn dựa trên hóa học và tín hiệu tương tự, đặc biệt là trong chuyển đổi hình ảnh, cả trong công nghệ video và kỹ thuật hình ảnh.
Ảnh phi kỹ thuật số (ảnh giấy, âm bản, slide) được quét (số hóa) thành file ảnh không được gọi là ảnh kỹ thuật số, mà là xử lý ảnh bằng kỹ thuật số.
Các máy ảnh kỹ thuật số tiêu dùng đầu tiên đã được bán trên thị trường vào cuối những năm 1990, và trở thành hấp dẫn tiêu dùng. Từ khoảng năm 2007, máy ảnh kỹ thuật số được tích hợp vào điện thoại di động và trong những năm sau đó trở nên phổ biến, đặc biệt là do khả năng kết nối với các trang web truyền thông xã hội và email. Kể từ năm 2010, các định dạng máy ảnh kỹ thuật số và máy ảnh DSLR cũng đã có sự cạnh tranh từ định dạng máy ảnh kỹ thuật số không gương lật, thường cung cấp chất lượng hình ảnh tốt hơn so với các định dạng điện thoại di động hoặc chụp ảnh nhưng có kích thước và hình dạng nhỏ hơn so với máy ảnh DSLR điển hình. Nhiều máy ảnh không gương lật chấp nhận các ống kính hoán đổi cho nhau và có các tính năng nâng cao thông qua kính ngắm điện tử, thay thế cho hình ảnh tìm kiếm qua ống kính của định dạng SLR.